# بو (سيراليون)
بو، ويشار إليها عادة بمدينة بو، هي ثاني أكبر مدينة في سيراليون من ناحية المساحة بعد فريتاون وأكبر مدينة في المحافظة الجنوبية. تعتبر بو العاصمة والمركز الإداري لقضاء بو. يعيش في بو 149,957 نسمة في إحصاء 2004، و233,684 نسمة في تقديرات 2017. بو منطقة حضرية وتقع 160 ميلًا (250 كم) شرق الجنوب الشرقي لفريتاون، و40 ميلًا (71 كم) غرب كينيما. بو هي المركز المالي، الاقتصادي والتعليمي لجنوب دولة سيراليون.

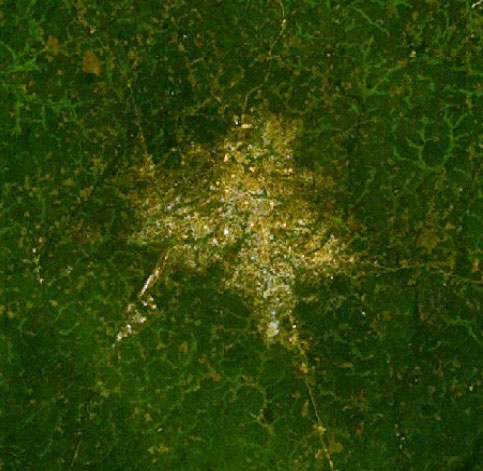
صورة قمر صناعي لبو من ناسا

مدينة بو واحدة من 6 بلديات في سيراليون وتحكم عبر مجلس بلدي منتخب، يعرف بمجلس مدينة بو، ويقوده محافظ بو. المحافظ وأعضاء مجلس مدينة بو ينتخبون كل أربع سنوات في انتخابات بلدية. المحافظ الحالي هو هارولد تاكر من حزب سيراليون الشعبي، عندما حصل على 69.7% من الأصوات في انتخابات 2012.
انطلقت من المدينة جامعة نجالا، ثاني أكبر جامعة في سيراليون بعد جامعة فوراح باي. وتحتوي أيضًا على ثانوية بو الحكومية، التي تعرف عامةً باسم مدرسة بو، وهي أحد أكبر وأشهر الثانويات في غرب أفريقيا. تملك المدرسة تاريخًا في تجهيز أبرز طلاب سيراليون وأكثرهم موهبة. هناك أيضًا ملعب بو، ثاني أكبر ملعب في سيراليون، ويستخدم غالبًا لمباريات كرة القدم.
يلاحظ تنوع عرقي في بو مقارنةً بباقي مدن سيراليون، ولا تكوّن أي فئة عرقية منهم أغلبية. بو هي أيضًا موطن شعب الميندي، وهم أكبر مجموعة فيها.
ينحصر غالبية سكان المدينة دينيًا بين الإسلام والمسيحية.

## تاريخ
بدأ تطور بو مع ظهور سكك حكومة سيراليون الحديدية في 1889 وأصبحت مركزًا تعليميًا في 1906، عندما أنشئت ثانوية بو الحكومية.
بين 1930 حتى الاستقلال في 1961، كانت بو العاصمة لمحمية سيراليون، والمركز الإداري للمحافظة الجنوبية. بعد فريتاون، بو هي المدينة الأهم في التنقل، والإعلان والتعليم في سيراليون.
أغلقت السكك الحديدية في 1974.
يعرف سان بو بالصبر، المقاومة والضيافة. سميت المدينة بهذا الاسم بسبب كرم أهلها. عندما قتل فيل بقرب ما يسمى اليوم موقف سيارات بو، أتى سكان من القرى المجاورة ليأخذوا حصة من لحم الفيل. ولأن الكمية كانت كبيرة، أمضى الصياد أيامًا ليقوم بتوزعيه، وكرر كلمة «بو-لور» (والتي تعني هذا لك، إشارة إلى اللحم) كثيرًا حتى قرر كبار القرية وزوارها تسمية المنطقة «بو».

## الحكم
مدينة بو هي واحدة من 6 بلديات، نظام الحكم فيها هي مجلس بلدي ينتخب أعضائه كل 4 سنوات ويترأسه محافظ. المحافظ مسؤول عن الإدارة العامة في المدينة وجمع الضرائب.
ككل مناطق المحافظة الجنوبية، مدينة بو معقل أساسي للحزب الشعبي، الحزب المعارض الأهم في سيراليون. فاز الحزب الشعبي في جميع الانتخابات البلدية في المدينة وباقي قضاء بو بأغلبية ساحقة. كما فاز الحزب أيضًا بجميع الانتخابات البرلمانية التي أقيمت في بو.

## الجغرافيا

### المناخ
كباقي مناطق سيراليون، بو تتمتع بمناخ مداري، وتحديدًا مناخ موسمي تحت تصنيف كوبن للمناخ، مع موسم رطب بين مايو وأكتوبر وموسم جاف بين نوفمبر وأبريل. يبلغ معدل الهطول السنوي حتى 5,080 مم (200 إنش) في المناطق الأكثر رطوبة. الحرارة في بو تتراوح بين 21 درجة سيلسيوس (73 درجة فهرنهايت) و31 درجة سيلسيوس (88 درجة فهرنهايت) طوال السنة.
| البيانات المناخية لـبو            | البيانات المناخية لـبو | البيانات المناخية لـبو | البيانات المناخية لـبو | البيانات المناخية لـبو | البيانات المناخية لـبو | البيانات المناخية لـبو | البيانات المناخية لـبو | البيانات المناخية لـبو | البيانات المناخية لـبو | البيانات المناخية لـبو | البيانات المناخية لـبو | البيانات المناخية لـبو | البيانات المناخية لـبو |
| الشهر                             | يناير                  | فبراير                 | مارس                   | أبريل                  | مايو                   | يونيو                  | يوليو                  | أغسطس                  | سبتمبر                 | أكتوبر                 | نوفمبر                 | ديسمبر                 | المعدل السنوي          |
| --------------------------------- | ---------------------- | ---------------------- | ---------------------- | ---------------------- | ---------------------- | ---------------------- | ---------------------- | ---------------------- | ---------------------- | ---------------------- | ---------------------- | ---------------------- | ---------------------- |
| متوسط درجة الحرارة الكبرى °م (°ف) | 32.2 (90.0)            | 33.8 (92.8)            | 34.3 (93.7)            | 33.4 (92.1)            | 32.0 (89.6)            | 30.4 (86.7)            | 28.6 (83.5)            | 28.4 (83.1)            | 29.4 (84.9)            | 30.8 (87.4)            | 31.2 (88.2)            | 31.2 (88.2)            | 31.3 (88.3)            |
| المتوسط اليومي °م (°ف)            | 25.4 (77.7)            | 26.6 (79.9)            | 27.3 (81.1)            | 27.3 (81.1)            | 26.5 (79.7)            | 25.6 (78.1)            | 24.7 (76.5)            | 24.4 (75.9)            | 24.9 (76.8)            | 25.5 (77.9)            | 25.9 (78.6)            | 25.4 (77.7)            | 25.8 (78.4)            |
| متوسط درجة الحرارة الصغرى °م (°ف) | 19.2 (66.6)            | 20.3 (68.5)            | 20.5 (68.9)            | 22.0 (71.6)            | 22.1 (71.8)            | 21.9 (71.4)            | 21.9 (71.4)            | 21.9 (71.4)            | 21.7 (71.1)            | 21.5 (70.7)            | 21.5 (70.7)            | 20.3 (68.5)            | 21.2 (70.2)            |
| الهطول مم (إنش)                   | 5.8 (0.23)             | 15.8 (0.62)            | 41.6 (1.64)            | 114.2 (4.50)           | 254.7 (10.03)          | 328.5 (12.93)          | 429.3 (16.90)          | 488.9 (19.25)          | 428.2 (16.86)          | 338.4 (13.32)          | 148.9 (5.86)           | 22.3 (0.88)            | 2٬616٫6 (103.02)       |
| متوسط أيام هطول الأمطار           | 1                      | 2                      | 5                      | 9                      | 16                     | 21                     | 25                     | 26                     | 25                     | 24                     | 12                     | 2                      | 168                    |
| متوسط الرطوبة النسبية (%)         | 49                     | 46                     | 47                     | 55                     | 64                     | 72                     | 79                     | 81                     | 76                     | 69                     | 66                     | 59                     | 64                     |
| ساعات سطوع الشمس الشهرية          | 198.4                  | 196.0                  | 189.1                  | 183.0                  | 182.9                  | 144.0                  | 99.2                   | 83.7                   | 120.0                  | 179.8                  | 189.0                  | 167.4                  | 1٬932٫5                |
| ساعات سطوع الشمس اليومية          | 6.4                    | 7.0                    | 6.1                    | 6.1                    | 5.9                    | 4.8                    | 3.2                    | 2.7                    | 4.0                    | 5.8                    | 6.3                    | 5.4                    | 5.3                    |
| المصدر: NOAA                      |                        |                        |                        |                        |                        |                        |                        |                        |                        |                        |                        |                        |                        |

## الديموغرافيا
هناك تنوع عرقي كبير في بو، مع كون شعب الميندي أكبر مجموعة عرقية، مع مجتمع ليبيري ملحوظ. تنحصر الديانات بين الإسلام والمسيحية.

## ثانويات في بو
- كلية المسيح الملك
- ثانوية بو الحكومية
- ثانوية الأحمدية الإسلامية
- ثانوية ملكة روساري
- الثانوية الشاملة
- ثانوية سانت أندروز
- ثانوية بو التجاري
- ثانوية أس لم أم بي
- ثانوية سانت بولز
- ثانوية كين ويبي
- ثانوية جامعة نجالا
- الثانوية الميثودية

## الرياضة
الرياضة المفضلة في سيراليون وبو خصوصًا هي كرة القدم. تملك بو ناديي كرة قدم في الدوري الممتاز، بو رانجرز ونيبيان ستارز. يلعب الفريقين مبارياتهما على ملعب بو. يشارك نادي آخر اسمه كاكوا رانجرز في الدرجة الأولى، وهي ثاني أعلى قسم للدوريات للأندية في سيراليون. هناك عدّة أندية من بو في الدرجات المتدنية.

## الجريمة
منذ انتهاء الحرب الأهلية في 2002، شهدت مدينة بو ارتفاعًا في جرائم القتل، السطو المسلح، اقتحام المنازل وسرقة السيارات. الجرائم الصغيرة وسرقة المحفظات، الهواتف وحتى جوازات السفر شائعة جدًا فيها. في السنوات الأخيرة، أصبح المجرمون أكثر عنفًا، يستخدمون أعدادًا أكبر في عملياتهم بالإضافة إلى الأسلحة. كمعظم دول غرب أفريقيا، يستهدف المجرمون المحليون المغتربين، بسبب ثروتهم الملحوظة.

## التنقل

### مطار بو
مطار بو يخدم قضاء بو والمحافظة الجنوبية عمومًا. الآن، المطار غير قابل للاستخدام العادي.

## أماكن العبادة
أغلبية أماكن العبادة في بو هي جوامع إسلامية. هناك أيضًا كنائس ومعابد مسيحية، مثل أبرشية الكنيسة الكاثوليكية في بو، كنيسة الميثودية المتحدة في بو، الاتفاقية المعمدانية لسيراليون، جمعيات الرب.

## أعلام
- نبيه بري، رئيس مجلس النواب اللبناني
- جو بيماغبي، سفير سيراليون في الأمم المتحدة
- وسو سانوح، محافظ بو
- ساليلو بوندو، لاعب كرة قدم سيراليوني
- كادي غوليا، عالم أوبئة